# Grzegorz (Kozłow)
Grzegorz, imię świeckie: Władimir Siergiejewicz Kozłow (ur. 8 marca?/20 marca 1883 w Moskwie, zm. 29 listopada 1937 w Ufie) – rosyjski biskup prawosławny.

## Życiorys
Ukończył studia na wydziale historyczno-filologicznym Uniwersytetu Moskiewskiego. Przez dziesięć lat pracował jako nauczyciel. 15 lutego 1919 został wyświęcony na kapłana i podjął służbę w cerkwi Wszystkich Świętych w Kostromie. Od sierpnia 1920 służył w cerkwi św. Eliasza w tym samym mieście. Przed 1922 złożył wieczyste śluby mnisze.
20 marca 1922 został wyświęcony na biskupa wietłuskiego, wikariusza eparchii kostromskiej; w ceremonii jako główny konsekrator wziął udział patriarcha moskiewski i całej Rusi Tichon. W 1923 i 1924 był dwukrotnie aresztowany i zwalniany, od 1926 był biskupem pieczerskim, wikariuszem eparchii niżnonowogrodzkiej i arzamaskiej. W tym samym roku brał udział w próbie korespondencyjnego wyboru patriarchy moskiewskiego i całej Rusi (Tichon zmarł przed rokiem), popierając metropolitę niżnonowogrodzkiego Sergiusza. Aresztowany w grudniu 1927, został skazany na trzy lata uwięzienia w obozie urządzonym w dawnym Monasterze Sołowieckim. Zwolniony w listopadzie 1929, został skierowany na zsyłkę do Kraju Narymskiego, zaś w 1932 przeniesiony na dalsze trzy lata do Orła.
Po odzyskaniu wolności został w 1935 biskupem ufijskim, zaś w 1937 podniesiono go do godności arcybiskupiej. W tym samym roku razem z całym duchowieństwem katedralnego soboru św. Sergiusza z Radoneża w Ufie został aresztowany, w listopadzie 1937 skazany na śmierć i rozstrzelany.